# Polittico di San Pietro (Marinoni)
Il Polittico di San Pietro è un'opera realizzata nel 1495 circa, conservato nella chiesa di San Pietro di Albino, nata dalla collaborazione di Giovanni Marinoni per la parte pittorica e Pietro Bussolo per la parte scultorea.

## Storia
Il polittico fu realizzato dai Marinoni, sicuramente da Giovanni con la collaborazione dei figli Antonio e Bernardino,. Due lasciti testamentari confermerebbero la datazione dell'opera ai primi anni del XVI secolo. Un primo atto datato 10 luglio 1498 di Santino Marinoni di Desenzano, figlio de maestro Faustino Fachoti, recita: 20 soldi expendendos pro anchona et decorem; il secondo del 26 settembre 1500 del maestro Gabriele Zamboni Mozze de Bonellis da Desenzano  impose agli eredi il versamento di 25 lire alla confraternita per expendendos in anchona que fit ad altare eclesie domini sancti petri. I maestri indicati nei testamenti, facevano parte della Confraternita di san Pietro che commissionò l'opera già negli ultimi anni del XV secolo.
Sul polittico furono eseguiti i primi restauri nel 1942 ad opera dei Cividini di Bergamo, nel 1973 dalla ditta Steffanoni, e nel 1982 da Eugenio Griti sotto la direzione di Pietro Venturoli. Nel biennio 2008-2009, un ulteriore restauro eseguito da Antonio Zaccaria sotto la direzione di Amalia Pacia.

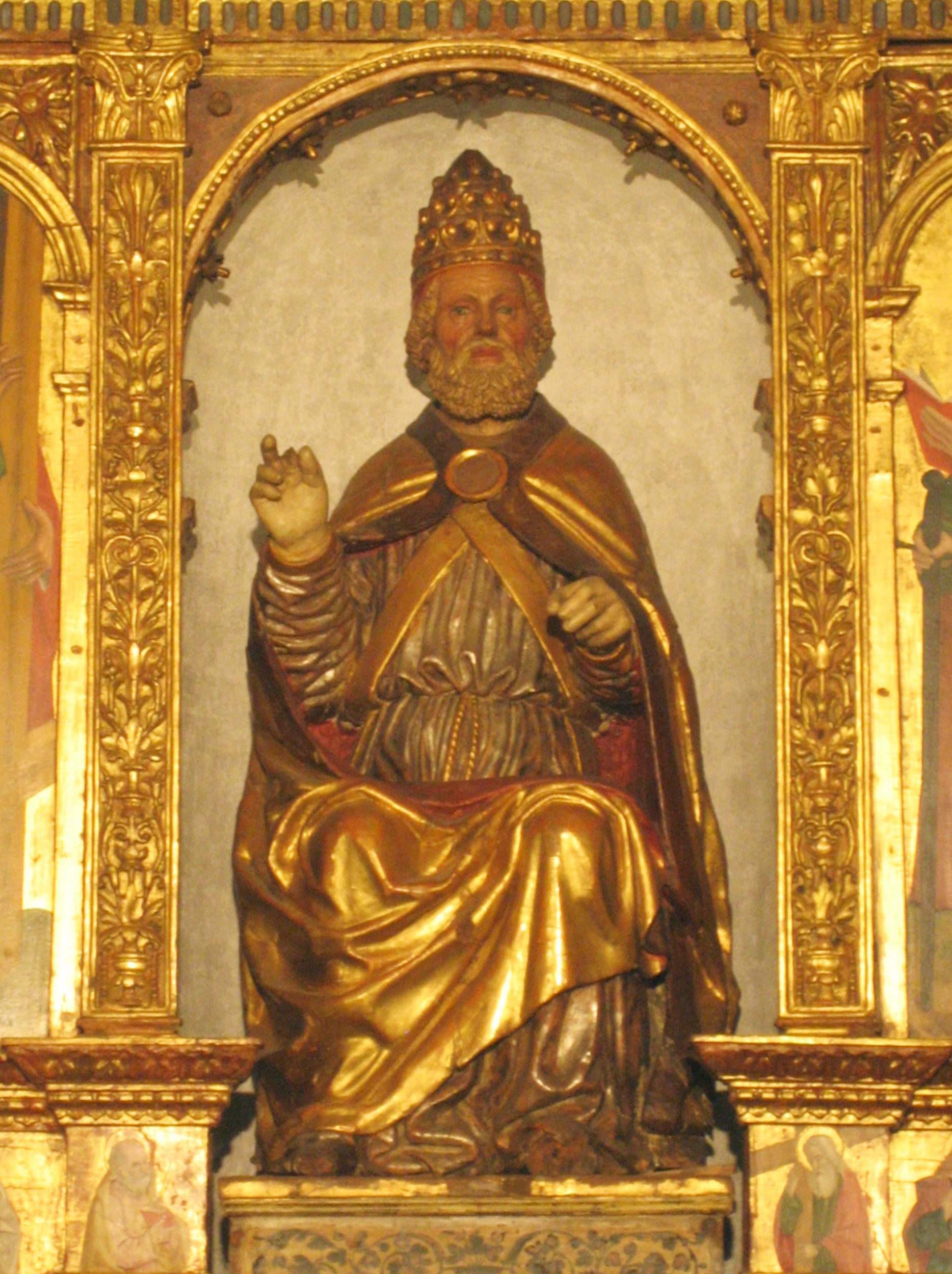
Bussolo, San Pietro

## Descrizione
Il polittico ha conservato nel tempo la sua originaria composizione senza subire danneggiamenti o manomissioni. Il polittico si compone su due livelli. In quello inferiore vi sono raffigurati i santi Giovanni Battista, Andrea, Paolo, Marco e i profeti Isacco e Elia nei tondi. Centrale la statua lignea di san Pietro opera del Bussolo. Il registro superiore la Madonna col Bambino e angeli centrale e lateralmente i santi Alessandro, Stefano, Lorenzo e Alberto carmelitano, nei tondi i profeti Isaia e Ezechiele.

### IlSan Pietrodi Bussolo
La statua (125x54x37 cm) posta centralmente nel registro inferiore è opera di Pietro Bussolo, fu a lui attribuita da Paolo Venturoli nel 1985, riscontrando parere favorevole. La cura della capigliatura con il finissimo intaglio della barba e delle ciocche, nonché il volto squadrato solcato dalle rughe non porrebbero dubbi sull'aggiudicazione. L'opera è dorata, argentata e dipinta dai pittori di Desenzano. Vi era già stata collaborazione di questi artisti in precedenza per lavori eseguiti nella Val Seriana, tra questi l'Ancona di San Bartolomeo, conservata nella omonima, e lo avvicina alla statua di san Pietro conservata al museo della basilica di Gandino di cui non è certa l'esecuzione, forse non dell'artista ma della sua bottega.

### ISantidei Marinoni
I Marinoni furono una famiglia di pittori molto attiva nella bergamasca in ben quattro generazioni. L'opera, eseguita a più mani, manifesta la tradizione che questa famiglia non voleva lasciare nel suo lavoro. Presenta una vicinanza al polittico del Foppa eseguito una decina di anni precedenti, ma sicuramente studiato da Giovanni Marinoni. Il Foppa, con Bernardo Zenale e Bernardino Butinone è un esempio di quella pittura lombarda che voleva riunire l'architettura reale con quella dipinta. Ma e i polittici degli altri artisti presentano una ricerca anche prospettica, il Marinoni ha inquadrato in una cornice dal fondo oro, annullando ogni spazio che vada oltre la raffigurazione frontale. La bottega dei Marinoni rimase sempre tradizionale, anche se i tempi e le raffigurazioni erano variate imponendo nuove impostazioni prospettiche. Vi è però nella postura di san Marco un preciso richiamo alla statua del medesimo santo posta nell'ancona di Albino sempre del Bussolo.
La ricchezza di materiali, tra i quali foglia oro, lacche, il giallo di piombo stagno, e il cinabro, indicano la ricchezza non solo dell'esecuzione ma anche della commissione.
Il polittico è costituito da sei parti su due registri composti da bifore. Nella parte centrale superiore la raffigurazione di Madonna col Bambino in trono e angeli con sant'Alessandro e Stefano a destra, e san'Alberto carmelitano con sant'Bernardino. I Marinoni hanno raffigurato tutti i santi titolari delle chiese di Albino. Sul resitro inferiore sant Giovanni Battista con sant'Andrea a destra raffigurato con la croce capovolta, e a sinistra della statua del Bussolo san Pietro e san Paolo.

Il copricielo presente sul polittico riprende quello che era presente, ormai perso, sul polittico del Foppa, anche se messo il modo che possa essere visibile la volta a botte della cornice. Probabilmente le pittura eseguite a olio e tempera, furono maggiormente eseguite dai figli Bernardino e Antonio che si divideranno nel 1510, in particolare le predelle, composte da due tavole di 16x22 cm.. Vi sono anche assonanze tra l'immagine raffigurata di sant'Alberto con quella di san Pietro da Verona presente nel Polittico della Trinità della chiesa omonima.
Lo stato dell'opera ha portato ad avvicinare la bottega marinoniana ai lavori del Foppa. Il Bambino posto in braccio alla Vergine, è rivolto verso il musico e compie il gesto di pizzicare le corde del liuto, è una replica fedele del modello foppesco conservato alla Pinacoteca di Brera della Madonna in trono con Bambino e angeli musicanti del Polittico di Santa Maria delle Grazie ma invertito.  Non vi è certezza dell'impiego del modello preparatorio, anche se questa ipotesi fu più volte considerata.